# Блейль, Фриц

Фриц Блейль (нем. Fritz Bleyl; 8 октября 1880, Цвиккау — 19 августа 1966, Бад-Ибург) — немецкий архитектор и художник-экспрессионист.
В 1901 году Ф.Блейль поступил на архитектурное отделение Дрезденской высшей технической школы, где учился вместе с Людвигом Кирхнером. 7 июня 1905 года Блейль, Л.Кирхнер, Э.Хеккель и Карл Шмидт-Ротлуф создают экспрессионистскую художественную группу «Мост», ставшую одним из крупнейших культурных явлений в искусстве Германии XX столетия. В течение некоторого времени Блейль работал как свободный художник, однако с 1907 года в связи с финансовыми трудностями покинул «Мост», вскоре женился и нашёл себе место преподавателя рисования. С 1909 года живёт во Фрайберге (Саксония).
В 1910-1916 годах Ф. Блейль работает в Дрездене и в Ростоке в различных архитектурных бюро (например — в Дрездене у Корнелиуса Гурмитта. В 1919 году он становится государственным советником просвещения, в 1940 году — государственным советником архитектуры при Государственной архитектурной школе Берлина. После окончания Второй мировой войны занимался преподавательской деятельностью в Восточной и Западной Германии. В 1952 году поселился в Леверкузене. С 1958 года и практически до самой смерти Ф.Блейль проживал в швейцарском Лугано.